# Âm mưu Bangkok
Âm mưu Bangkok là một âm mưu quốc tế nhằm lật đổ Hoàng thân Norodom Sihanouk ở Campuchia từ năm 1958-1959 do các chính trị gia cánh hữu gồm Sam Sary, Sơn Ngọc Thành, Dap Chhuon khởi xướng, cùng sự tiếp tay của chính phủ hai nước Thái Lan, Việt Nam Cộng hòa và sự tham gia gián tiếp của CIA.

## Bối cảnh
Sihanouk vào thập niên 1950 chọn con đường trung lập không liên kết cho Cam Bốt nhưng khi lực lực lượng cộng sản càng lớn mạnh ở Đông Nam Á thì Việt Nam Cộng hòa cùng Thái Lan làm áp lực, đòi Sihanouk phải ngăn chặn ảnh hưởng cộng sản. Sihanouk ngược lại càng ngả theo Hoa lục và Việt Nam Dân chủ Cộng hòa, dung túng quân phiến loạn dùng đất Cam Bốt làm căn cứ khiến chính phủ Thái Lan và Việt Nam Cộng hòa tìm cách lật đổ Sihanouk. Tổng thống Ngô Đình Diệm ủng hộ lãnh tụ đối lập Cam Bốt là Sam Sary. Mật kế là Việt Nam Cộng hòa, Thái Lan và Hoa Kỳ sẽ làm ngoại viện nếu Dap Chhuon làm nội ứng, mở cuộc nổi loạn để loại bỏ Sihanouk rồi đưa Sơn Ngọc Thành lên cầm quyền.

## Diễn biến
Dựa theo nguồn tài liệu do Sihanouk đưa ra sau âm mưu vỡ lở, thì cuộc đảo chính do nhóm biệt kích Khmer Serei của Sơn Ngọc Thành thực hiện. Nhóm này phần lớn là gốc Khmer Krom ở miền Nam Việt Nam nên có sự hợp tác của Ngô Trọng Hiếu, Tổng lãnh sự quán Việt Nam Cộng hòa tại Campuchia. Trong khi chủ lực Khmer Serei là ở vùng biên giới phía Nam thì Dap Chhuon đặt căn cứ ở miền đông bắc. Chhuon lúc bấy giờ là thành phần ủng hộ Sihanouk nhưng sau phản lại. Từ đầu tháng 2 năm 1959, Hoa Kỳ đã gửi Đô đốc Harry Felt, Tướng Lawton Collins và Đại tá Edward Lansdale sang thăm căn cứ của Chhuon ở Xiêm Riệp.
Khi cơ quan tình báo của Sihanouk phát hiện được âm mưu đảo chánh thì đã phái ngay một tiểu đoàn quân đội Hoàng gia Khmer tới bắt giữ Chhuon vào ngày 21 tháng 2 năm 1959. Chhuon mau chân đã kịp thời trốn mất trong khi một công dân Hoa Kỳ và nghi can phụ trách điện đài của CIA là Victor Matsui (một người Mỹ gốc Nhật) đã bị bắt giữ. Chhuon sau đó bị bắt trên đường trốn thoát, đem tra khảo rồi chết vì "chấn thương" trong hoàn cảnh mờ ám trước khi có thể trình bày công khai. Sihanouk sau năm 1970 lại cáo buộc rằng chính Lon Nol, Bộ trưởng Bộ Quốc phòng đã ra lệnh xử bắn Chhuon để tránh bị liên lụy đến cuộc đảo chính.
Quân đội Campuchia thì mở cuộc càn quét, phá vỡ kế hoạch tiến công của nhóm phản loạn. Cùng bị bắt tại nhà của Dap Chhuon là hai nhân vật phụ trách điện đài. Cả hai mang hộ chiếu do chính phủ Việt Nam Cộng hòa cấp nhưng không có thị thực nhập cảnh vào Campuchia. Tang vật bị tịch thu ngoài điện đài còn có cuốn sổ ghi rõ nội dung các buổi liên lạc giữa Chhuon với chính quyền Sài Gòn và Bangkok cùng 270 kg vàng thoi dùng để trả công cho nhóm điệp viên và lính biệt kích.
Ngày 26 tháng 3 năm 1959, Sihanouk đích thân dẫn hai mươi nhà ngoại giao trong đó có đại diện Mỹ, Liên Xô, Trung Quốc, Anh, Pháp lên Xiêm Riệp vào căn cứ tư dinh của Dap Chhuon để chứng kiến tận mắt các tang vật bị tịch thu, trong đó là các loại vũ khí và thiết bị do thám của Mỹ.
Để răn đe quốc nội, Sihanouk cho trưng bày hình ảnh tử thi của Chhuon trên các đường phố lớn ở Phnôm Pênh. Về phần Sam Sary vốn cũng có chân trong cuộc phản loạn thì không còn tăm hơi kể từ 1962. Sơn Ngọc Thành tiếp tục hoạt động chống Sihanouk và sau tham gia chính phủ Lon Nol sau năm 1970. Thân thuộc của Chhuon là Slat Peou, thuộc thành phần đại biểu của Cam Bốt ở Liên Hợp Quốc thì bị Sihanouk đem xử bắn vì tội phản quốc. Hai điệp viên điện đài mang quốc tịch Việt Nam Cộng hòa cũng bị kết án tử hình.
Sihanouk, vốn ưa điện ảnh nên tự làm đạo diễn phim dựng phim Shadow over Angkor dựa trên âm mưu đảo chính của Dap Chhuon, và dùng nó như bản án kết tội Hoa Kỳ phá rối chế độ. Kể từ đó Sihanouk càng xúc tiến bang giao với khối cộng sản.
Âm mưu này còn được gọi là "Âm mưu bạo loạn của Dap Chhuon".